# T.J. Storm
T.J. Storm, właśc. Juan Ricardo Ojeda (ur. 14 lutego 1972 w stanie Indiana) – amerykański aktor filmowy i telewizyjny.

## Życiorys
Dorastał na Hawajach jako syn Afroamerykanina i Portorykanki, a następnie został adoptowany przez rdzenną Amerykankę i Meksykanina. W szkole średniej był nieśmiały i zaczął tańczyć breakdance jako sposób na „dopasowanie się”. Taniec szybko stał się jego pasją i wygrał ponad 200 konkursów tanecznych w gatunkach hip-hopu i breakdance’u. Otrzymał stypendium taneczne i otworzył drogę do Los Angeles, tańcząc w teledyskach i reklamach Ramen i Pop-Tarts.
Przez 19 lat trenował rozmaite style walk wschodnie i stał się klasycznym artystą sztuk walk. Ma trzy pasy w Arashi-Ryu karate, taekwondo, ninjutsu, jujitsu i północnego Shaolin kung-fu.
Karierę na dużym ekranie rozpoczął od udziału w filmie akcji Oddychanie ognia (Breathing Fire, 1991). Pojawił się jako Wojownik w ekranizacji bardzo popularnej gry komputerowej, słynnym przeboju kinowym fantasy Mortal Kombat (1995) u boku Christophera Lamberta. Na srebrnym ekranie zabłysnął w roli Bayu w serialu ZDF Conan (1997–1998), w którym tytułową rolę grał Ralf Möller. Jest założycielem spółki produkcyjnej Eye Of The Storm Entertainment.
Użyczył głosu kapitanowi Joshowi Stone i Dave Johnsonowi w grze komputerowej Resident Evil 5 (2009) i Battlefield Hardline (2015). Pojawił się też w filmach jako Jonny Flytrap w The Gold Rush Boogie (2015) z Fredem Williamsonem, Will w Bullets Blades and Blood (2015), trener Laurent Kaine w The Martial Arts Kid (2015) z Donem Wilsonem i Benicio Cardoza w Boone: The Bounty Hunter (2017) z Johnem Henniganem.

## Filmografia

### Filmy fabularne
- 1991: Breathing Fire jako Mickey
- 1994: La Quebradita jako Malo #2
- 1995: Mortal Kombat jako wojownik
- 1995: Zaciekły smok (Dragon Fury) jako Fullock
- 1995: Wejście krwawego boksu (Enter the Blood Ring) jako wojownik
- 1997: Dawno temu w Chinach 6 (Wong Fei-hung chi saiwik hung si) jako Indianin
- 1997: Kick of Death jako Abdul Sabbah
- 1999: Corrupt jako Cinque
- 1999: Miejska groźba (Urban Menace) jako King
- 1999: Ekipa rujnowania (The Wrecking Crew) jako Josef
- 2000: Dzień zagłady (Doomsdayer) jako Pettigrew Montgomery
- 2001: Miesiąc nadziei (A Month of Sundays) jako jamajski taksówkarz
- 2001: Organizacja (The Organization) jako J.C.
- 2001: Wielkie strzały (Big Shots) jako komornik
- 2001: The Ultimate Game jako Rick
- 2003: Redemption jako Melique
- 2003: Prawo pięści (Law of the Fist) jako Jax
- 2004: Miss rozbitków (Miss Cast Away) jako Oficer Dence
- 2005: Śmierć supermodelek (Death to the Supermodels) jako Ninja
- 2005: BloodRayne jako bojownik / Kagan Wampir Wartownik #3
- 2005: Żołnierz Boga (Soldier of God) jako Mistrz muslim
- 2006: Vagabond jako Sepuko
- 2006: Martwe dorastanie (Dead Rising) jako Brad Garrison (głos)
- 2007: Book of Swords jako Tao Sing (głos)
- 2008: Punisher: Strefa wojna (Punisher: War Zone) jako Maginty
- 2009: Star Trek jako klingoński agigator
- 2009: Avatar jako mech Quaritcha (mo-cap)
- 2010: Tron: Dziedzictwo (Tron: Legacy) jako różne role (mo-cap)
- 2011: Green Lantern jako Parallax (mo-cap)
- 2012: Black Cobra jako Sizwe Biko
- 2012: Berserk: Golden Age Arc II - The Battle for Doldrey jako Boscon (głos, wersja angielska)
- 2014: Godzilla jako Godzilla (mo-cap)
- 2015: The Martial Arts Kid jako trener Laurent Kaine
- 2016: Power Play jako Armstrong
- 2016: Deadpool jako Colossus (mo-cap)
- 2016: Kickboxer: Vengeance jako Storm
- 2016: Kapitan Ameryka: Wojna bohaterów (Captain America: Civil War) jako Iron Man (mo-cap)
- 2016: Taken Over jako Judah
- 2017: Boone: The Bounty Hunter jako Benicio Cardoza
- 2017: Artificial Loyalty jako Alpha
- 2018: Bullets Blades and Blood jako Will
- 2018: Tales of Frankenstein jako Mogambo
- 2019: Godzilla II: Król potworów (Godzilla: King of the Monsters) jako Godzilla (mo-cap)
- 2019: Boris and the Bomb jako Wallace

### Seriale TV
- 1995-96: V.R. Troopers jako Doom Master
- 1997-98: Conan jako Bayu
- 2000: Stan wyjątkowy (Martial Law) jako Lenkoff
- 2000: Stan wyjątkowy (Martial Law) jako oficer